# Dziennik Rządowy Rzeczypospolitej Polskiej
„Dziennik Rządowy Rzeczypospolitej Polskiej” – organ rewolucyjnego Rządu Narodowego Rzeczypospolitej Polskiej ukazujący się w Krakowie od 26 lutego do 3 marca 1846 roku.

## Historia
Pismo wychodziło w drukarni Stanisława Gieszkowskiego w okresie od 26 lutego do 3 marca 1846 roku. Redaktorem pisma był Antoni Tessarczyk, a korektorem Hipolit Zajączkowski. W numerze pierwszym opublikowano między innymi: wezwanie do obywateli, aby przyłączali się do powstania, protokół z 22 lutego 1846 roku podpisany przez Ludwika Gorzkowskiego, Jana Tyssowskiego i Aleksandra Grzegorzewskiego o utworzeniu Rządu Narodowego Rzeczypospolitej Polskiej, manifest tego rządu, odezwę „do braci izraelitów”, informację z 24 lutego o przejęciu władzy przez dyktatora Jana Tyssowskiego.
W numerze 3 ukazało się zarządzenie Dyktatora, aby „władze” dopilnowały rozpowszechniania Dziennika pomiędzy urzędnikami i „osobami prywatnymi” oraz nakazywało złożenie raportu zwierzchnikom ile egzemplarzy Dziennika potrzebują. Zarządzenie podpisał również Karol Rogowski pełniący funkcję sekretarza dyktatora.
Od 28 lutego na łamach „Dziennika” ukazywały się w odcinkach Zasady wojny małej czyli partyzanckiej. Wyciąg z dzieła Generała Chrzanowskiego o wojnie Partyzanckiej. Na jego łamach pisma ukazał się głośny artykuł Edwarda Dembowskiego Rewolucja i lud oraz odezwa Do wszystkich Polaków umiejących czytać
Dziennik został zawieszony 3 marca 1846 roku, a  5 marca 1846 roku ponownie ukazała się „Gazeta Krakowska”, która do wybuchu Wiosny Ludów była jedynym codziennym pismem krakowskim.